# Bolesław Czuruk
Bolesław Czuruk (ur. 4 sierpnia 1881 w Kierdanach, zm. 5 maja 1950 w Krakowie) – polski tłumacz przysięgły, nauczyciel.

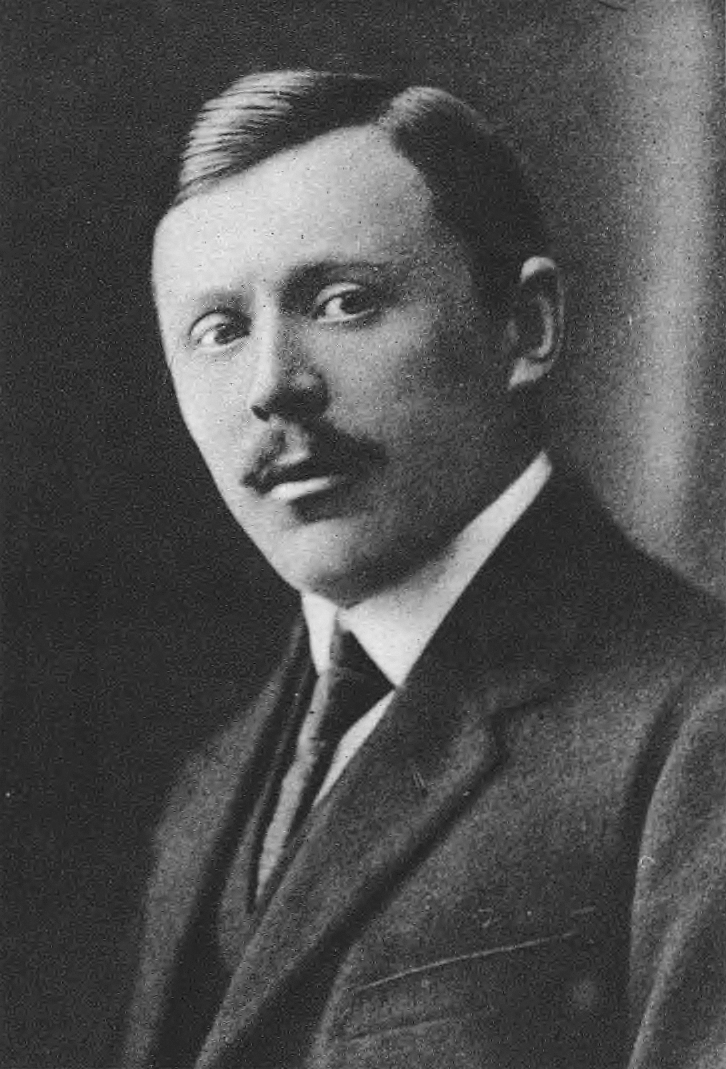
Bolesław Czuruk (przed 1930)

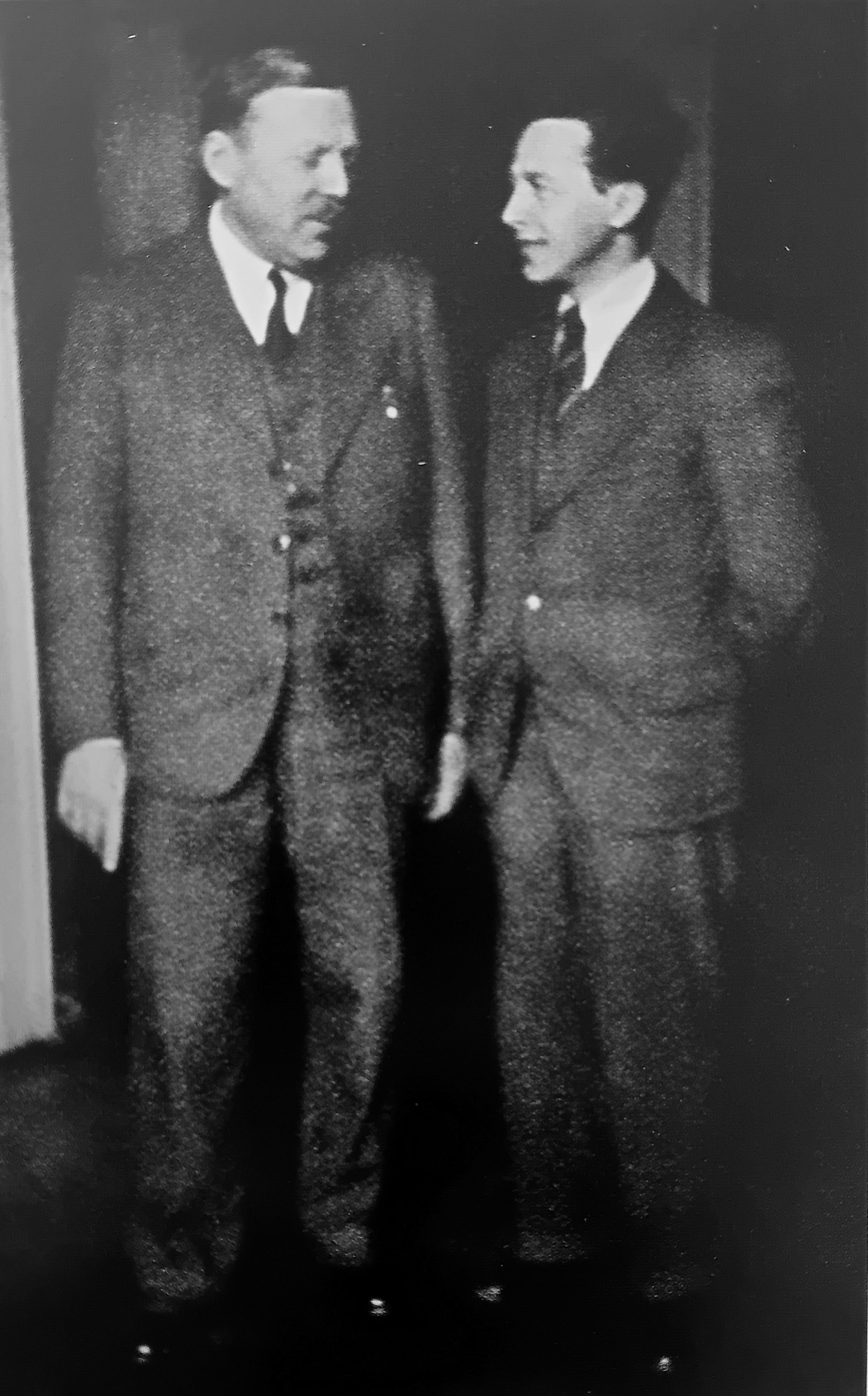
Bolesław Czuruk i Maurycy Bardach

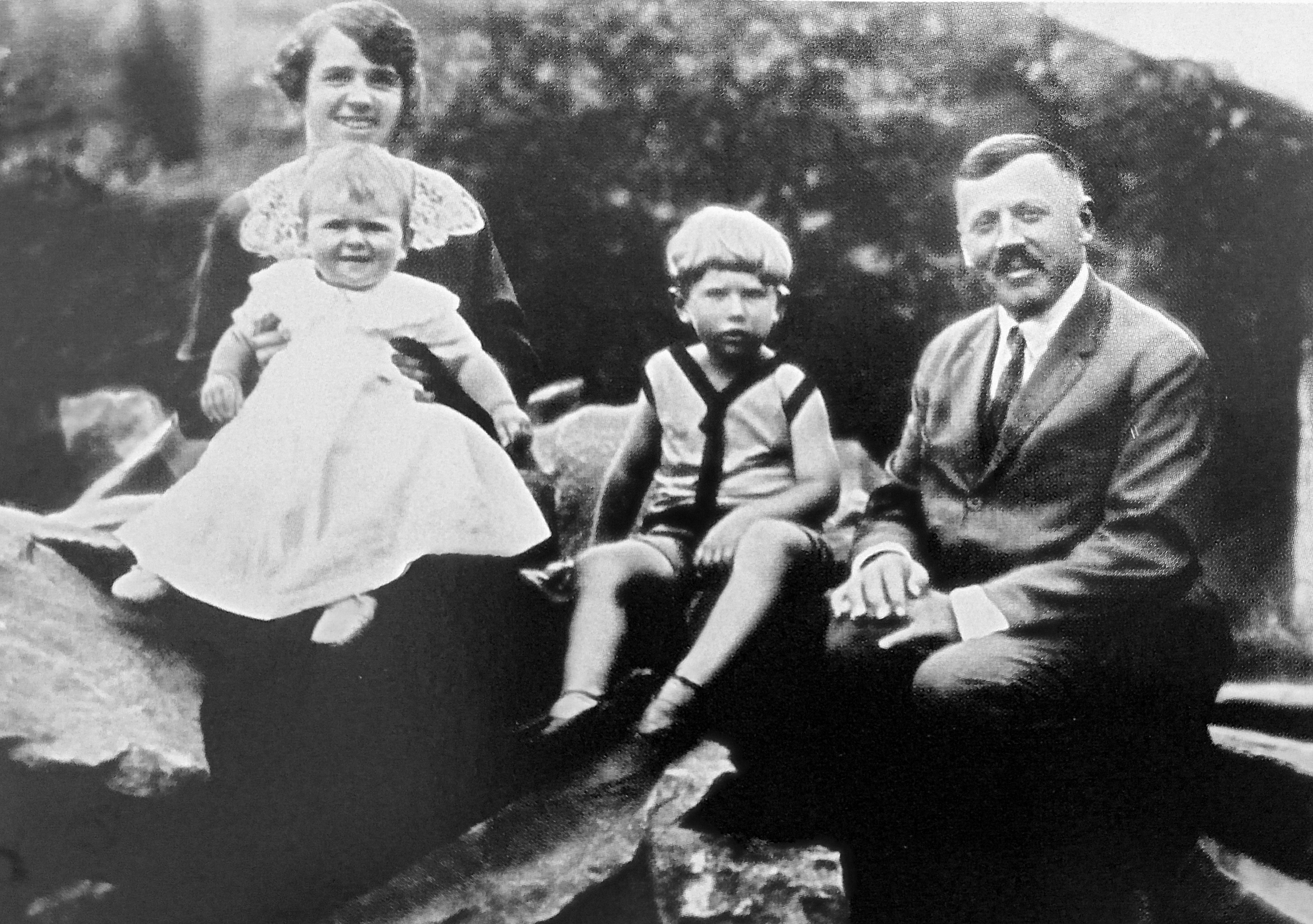
Alicja, Zofia, Stanisław i Bolesław Czurukowie

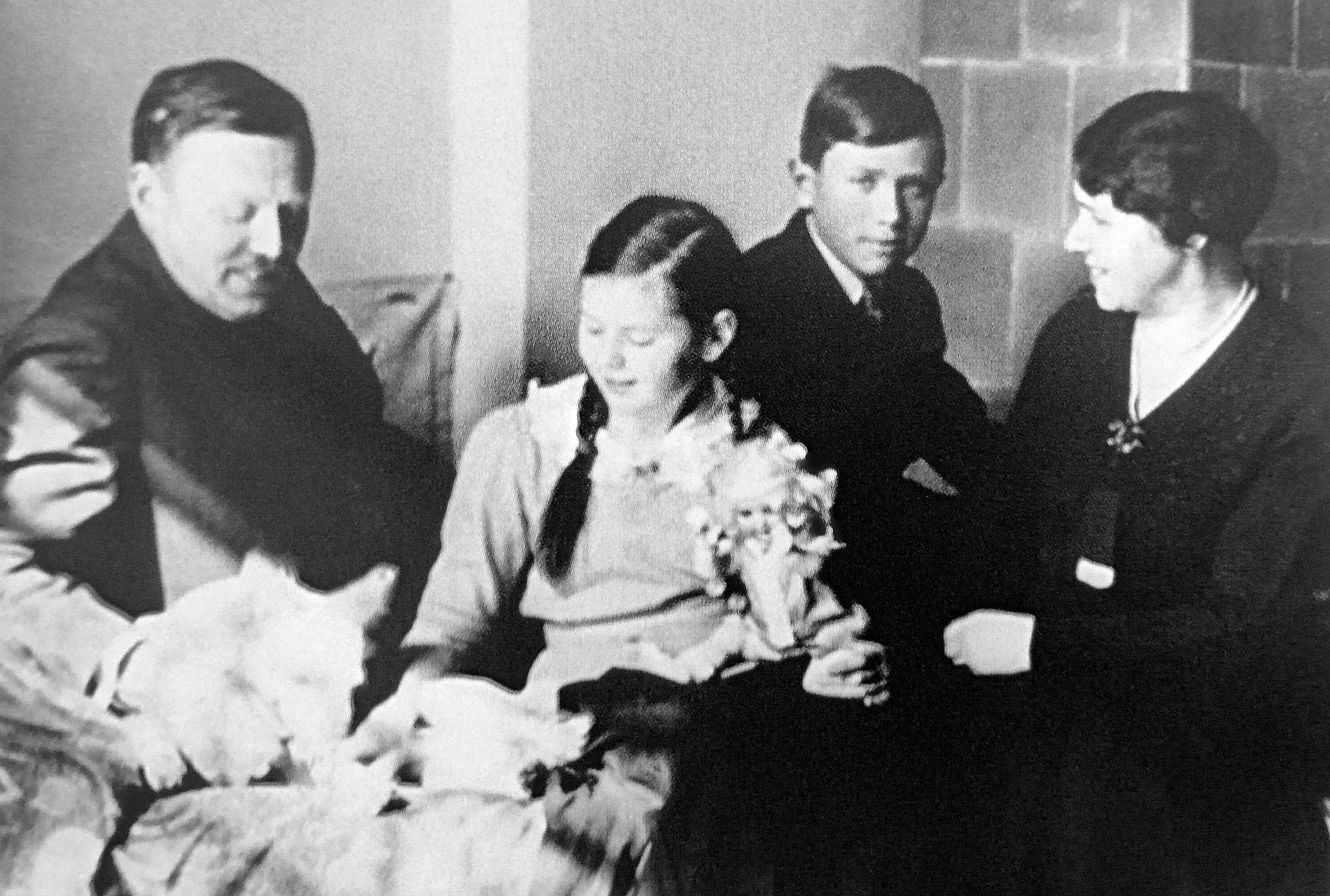
Bolesław, Zofia, Stanisław i Alicja Czurukowie

## Życiorys
Urodził się jako Dominik Bolesław Czuruk 4 sierpnia 1881 w Kierdanach w ówczesnym powiecie taraszczańskim na obszarze Imperium Rosyjskiego. Był synem Jerzego Ignacego Czuruka (oficer armii austriackiej, posądzony o szpiegostwo zbiegł pod Kijów, zostając plenipotentem w dobrach hr. Potockiego) i Franciszki z domu Bętkowskiej. Miał braci Ottona (1887–1945, oficer Wojska Polskiego), Bronisława (1888–1943, urzędnik), Leona (inżynier-cukiernik w Siedlcach, podczas I wojny ewakuowany w głąb ZSRR, tam pozostał, w 1937 oskarżony o szpiegostwo oraz sabotaż i rozstrzelany przez NKWD), Karola (1893-1914, legionista poległy w bitwie pod Laskami), Edwarda (1895–1981, oficer Wojska Polskiego) oraz siostry Kazimierę, Jadwigę, Krystynę i Helenę.
Ucząc się w gimnazjum w Białej Cerkwi z racji narodowości polskiej, austriackiego obywatelstwa i socjalistycznych przekonań był zagrożony aresztowaniem, wobec czego zbiegł do Lwowa. Został wychowankiem wychowawczego Zakładu Ks. Bosko w Miejscu Piastowym, założonego przez ks. Bronisława Markiewicza. Studiował na uniwersytecie w Imperium Rosyjskim. Od 1903 do 1906 pracował macierzystym Zakładzie Wychowawczym w Miejscu Piastowym jako nauczyciel języka polskiego i historii powszechnej i pełnił funkcję prefekta. W 1906 podjął studia na Uniwersytecie Lwowskim, potem na wydziałach filozoficzno-polonistycznym i slawistycznym, a uzupełniająco studiował językoznawstwo na Uniwersytecie Karola w Pradze.
W dniach 26–28 sierpnia 1911 był uczestnikiem Drugiego Kongresu Mariańskiego Polskiego w Przemyślu, podczas którego został wybrany sekretarzem katolickich związków młodzieży akademickiej i wygłosił referat pt. O pracy społecznej akademików. Był współpracownikiem „Kroniki Powszechnej”. Był członkiem zwyczajnym Towarzystwa Literackiego im. Adama Mickiewicza we Lwowie. 1 lutego 1912 w Miejscu Piastowym żegnał przemową zmarłego ks. B. Markiewicza podczas jego pogrzebu.
W 1912 ukończył studia na Wydziale Filozoficznym Uniwersytetu Lwowskiego. Jako kandydat stanu nauczycielskiego w roku szkolnym 1911/1912 przysłuchiwał się lekcjom szkolnym w C. K. Gimnazjum im. Franciszka Józefa we Lwowie. 29 sierpnia 1912 został mianowany zastępcą nauczyciela w tej szkole i złożył przysięgę służbową 14 września tego roku. Uczył tam języka polskiego, języka łacińskiego, historii, geografii, kaligrafii był opiekunem kółka naukowo-literackiego. Po wybuchu I wojny światowej w 1914 został członkiem Miejskiej Straży Obywatelskiej we Lwowie (sekcja I w dzielnicy I). W roku szkolnym 1916/1917 został zmobilizowany do C. K. Armii, po czym reklamowany. Po powrocie do pracy w gimnazjum w ostatnim roku wojny był sekretarzem powstałego przy III Gimnazjum Komitetu Matek, zajmującego się rozdawaniem śniadań.
Po odzyskaniu przez Polskę niepodległości pozostawał nauczycielem w dotychczasowej szkole, przemianowanej na III Państwowe Gimnazjum im. Stefana Batorego, gdzie pracował w roku szkolnym 1918/1919, od 1923/1924 do 1927/1927 oraz od końca lat 20., ucząc języka polskiego, historii, był zawiadowcą biblioteki uczniowskiej, sekretarzem koła rodzicielskiego (komitetu rodzicielskiego). Równolegle od 1922 był lektorem języka rosyjskiego na Uniwersytecie Jana Kazimierza we Lwowie, wpierw jeszcze na Wydziale Filozoficznym, a po 1924 do końca lat 30. przy Katedrze Języków Słowiańskich na Wydziale Humanistycznym. Ponadto od 1922 pracował jako nauczyciel języka rosyjskiego i korespondencji rosyjskiej w Wyższej Szkole Handlu Zagranicznego we Lwowie.
Od początku lat 20 był zaprzysiężonym tłumaczem sądowym w okręgu sądu apelacyjnego lwowskiego jeżyków: angielskiego, francuskiego, niemieckiego, rosyjskiego, czeskiego, serbskiego (serbsko-chorwackiego i serbsko-łużyckiego), słowackiego, słoweńskiego, ruskiego (rusińskiego). U kresu istnienia II Rzeczypospolitej prowadził założone w 1908 rządowo upoważnione biuro tłumaczeń, działające przy Placu Akademickim 1 we Lwowie. W tej działalności zajmował się wszystkimi językami europejskimi z wyjątkiem języków ugrofińskich (te uznawał za pogańskie). Samodzielnie dokonywał przekłady z języków słowiańskich (współpracujący z nim Maurycy Bardach obsługiwał tłumaczenia z języków zachodnioeuropejskich). Był jednym z inicjatorów stworzenia i współzałożycielem Towarzystwa Ligi Polsko-Jugosłowiańskiej we Lwowie pod koniec 1922, został członkiem wybranego 23 czerwca 1923 komitetu Ligi Polsko-Jugosłowiańskiej, na walnym zgromadzeniu LPJ wybrany skarbnikiem, wybrany ponownie do zarządu 23 lutego 1930, wybrany zastępcą przewodniczącego w lutym 1931, i pozostawał w tej funkcji pod koniec lat 30. Był uczestnikiem zwyczajnym Trzeciego Zjazdu Bibliofilów Polskich we Lwowie w dniach 26–29 maja 1928. Publikował w „Przeglądzie Humanistycznym”. Był szefem Polsko-Amerykańskiego Komitetu Pomocy Dzieciom. W połowie lat 30. był opiekunem miejskiej ochronki im. Wojciecha Biechońskiego we Lwowie. Działał w różnych stowarzyszeniach, oddawał się w pracy charytatywnej, miał pod opieką drużynę harcerską.
Po wybuchu II wojny światowej do 1940 pracował w III Gimnazjum. W trakcie okupacji nadal prowadził biuro tłumaczeń z siedzibą przy placu Akademickim 1 we Lwowie. We lwowskiej uczelni pracował jako starszy wykładowca języka rosyjskiego i literatury od 1939 do 1941, tj. w czasie okupacji niemieckiej (Lwowski Państwowy Uniwersytet im. Iwana Franki) oraz od 1944 do 1946, tj. w czasie okupacji sowieckiej (Uniwersytet Iwana Franki). Pod koniec 1939 u niego w domu funkcjonował „punkt noclegowy” dla oficerów Wojska Polskiego zmierzających na Węgry (niekiedy przebywało tam jednocześnie ok. 50 osób; byli to np. pracownicy warszawskiego radia). Współpracował z polskim podziemiem. Jednocześnie posiadał kontakty i „wtyczki” w szeregach policji ukraińskiej i gestapo oraz wiedział jak rozmawiać z Sowietami. Na początku 1940 załatwił u władz sowieckich paszporty dla całej swojej rodziny (uchroniło to m.in. jego teściową przed 6-krotnym usiłowaniem aresztowania). W okresie okupacji niemieckiej we Lwowie pomagał prześladowanym Żydom, dzięki kontaktom z Armią Krajową pośredniczył w przekazywaniu im fałszywych dokumentów, zbierał pieniądze na ich rzecz, organizował miejsca ukrywania, przez swoje biuro pośredniczył w korespondencji. W swoim legalne działającym biurze tłumaczeń prowadził też tajną działalność: w porze popołudniowej funkcjonowała tam tajna szkoła oficerów broni automatycznej (szkolenia do walki miejskiej), nocą drukowano podziemne „Słowo Polskie”. Od początku wojny ukrywał tam też swojego wspólnika, Żyda M. Bardacha (pod szafą), któremu ostatecznie zakupił fałszywy paszport za kilka tysięcy dolarów i oddelegował w bezpieczniejsze miejsce do Zimej Wody.
Latem 1946 został aresztowany przez Sowietów z uwagi na podejrzenia o działania konspiracyjne, podczas śledztwa osadzony w więzieniu przy Łąckiego, a po dwóch tygodniach zwolniony. W obliczu zagrożenia kolejnym aresztowaniem wyjechał ze Lwowa do Polski w grudniu 1946. Zamieszkał u swej siostry Kazimiery w Krakowie. Wówczas, po bracie Bronisławie miał objąć spadek – majątek w Wąkoli, i zamieszkać tam. Oskarżony o zaniżenie jego wielkości (co miało skutkować tym, że nie podlegała reformie rolnej) w 1947 został aresztowany przez służby komunistycznej Polski Ludowej. Przez kilka miesięcy był przetrzymywany w więzieniu na Rakowieckiej w Warszawie oraz w obozie pracy w Mielęcinie. Na wolność wyszedł chory, a stan zdrowia pogarszała rozłąka z bliskimi (syn na zesłaniu, a żona we Lwowie).
Pracował jako wykładowca języka rosyjskiego w Wyższej Szkole Ekonomicznej w Katowicach. Został zatrudniony jako kontraktowany nauczyciel języka rosyjskiego na Wydziale Humanistycznym Uniwersytetu Jagiellońskiego w Krakowie na czas od 1 października 1949 do 31 sierpnia 1950. Zmarł 5 maja 1950 w Krakowie.
W 1920 u Zofii Kossak-Szczuckiej poznał pochodzącą z warszawy Alicją Brokl (1890-1983, krewna Kazimierza Brokla, wróciła do Polski w 1957), którą poślubił 25 października 1921 w kościele św. Mikołaja we Lwowie). Oboje zamieszkali przy ulicy Kaleczej 11 we Lwowie. Oboje mieli syna Stanisława (1923-2007, żołnierz AK, zesłaniec do ZSRR, inżynier, autor książki pt. Lwów w cieniu Kołymy), córkę Zofię (ur. 1926, także działała w AK jako łączniczka, po mężu Mielniczek, kosmetyczka, zm. 1 stycznia 2019 w wieku 92 lat). Za sprawą renomy biura tłumaczeń rodzina Czuruków uchodziła we Lwowie za zamożną i wysoko postawioną.
Pośmiertnie, w 2010 został odznaczony Medalem Sprawiedliwy wśród Narodów Świata, o co wnioskował Josef Eyntov wzgl. Intov (pierw. Entenberg), któremu prof. Czuruk udzielił pomocy podczas okupacji. Uroczystość odbyła się 4 października 2010 w Toruniu, a wyróżnienie odebrała córka profesora, Zofia Czuruk-Mielniczek.